# پارک ملی روهکانبوری
پارک ملی روهکانبوری (به لاتین: Rohkunborri National Park) یک پارک ملی در نروژ است که در Bardu واقع شده‌است.

## جغرافیا
این پارک در سال ۲۰۱۱ تأسیس شده‌است. این پارک شامل یک منطقه محافظت شده ۵۷۱ کیلومتر مربع است.

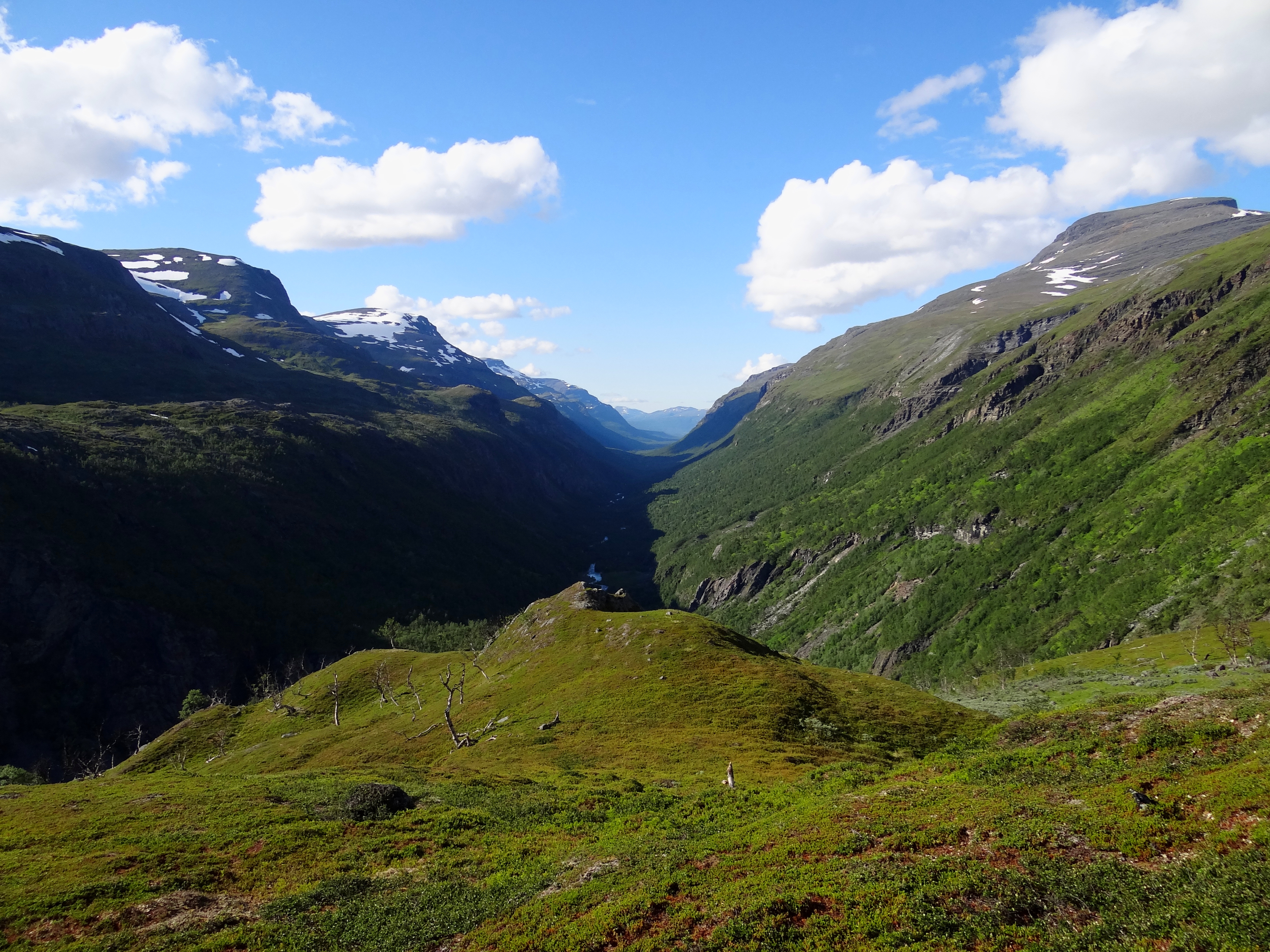
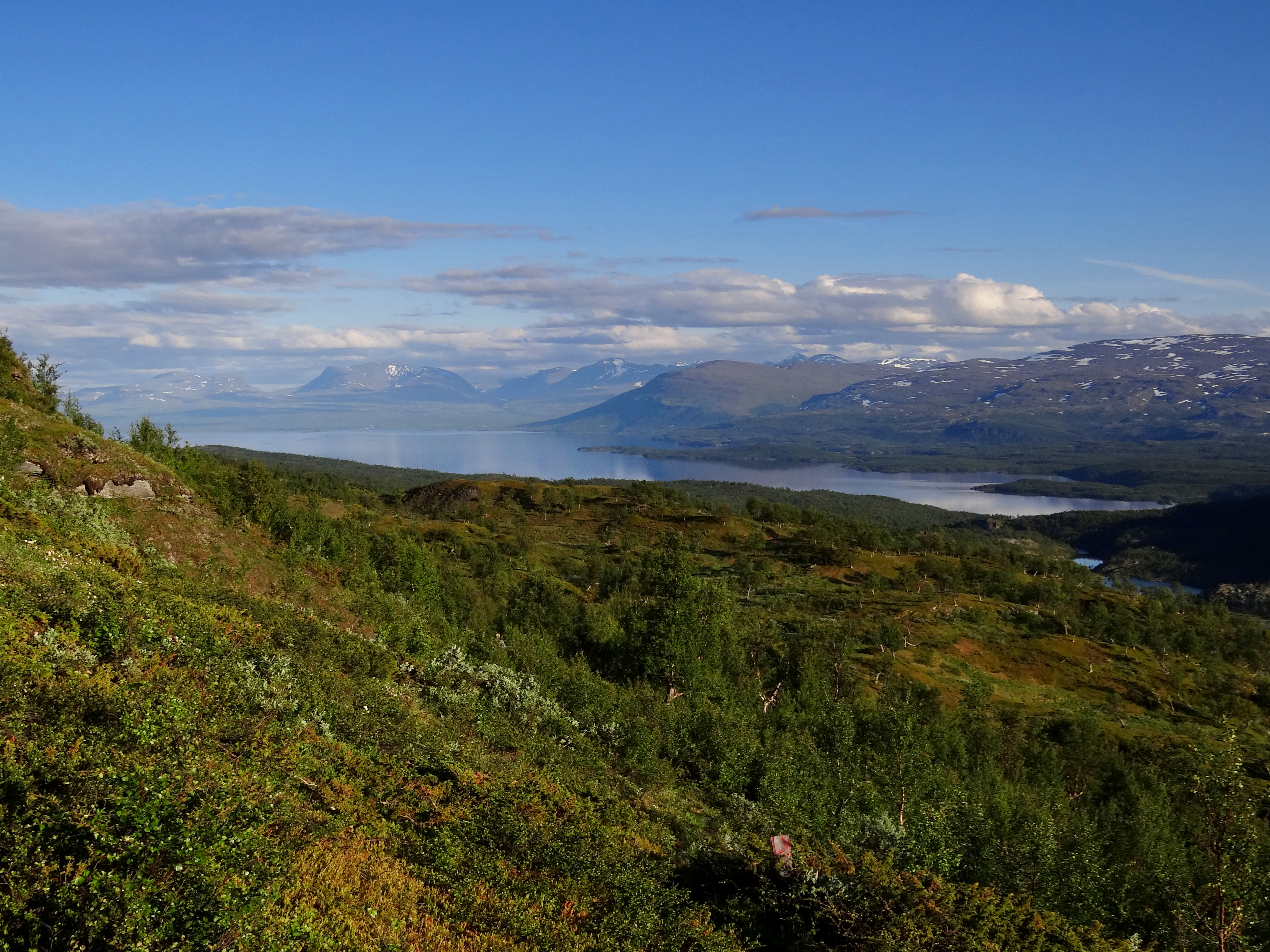
]]
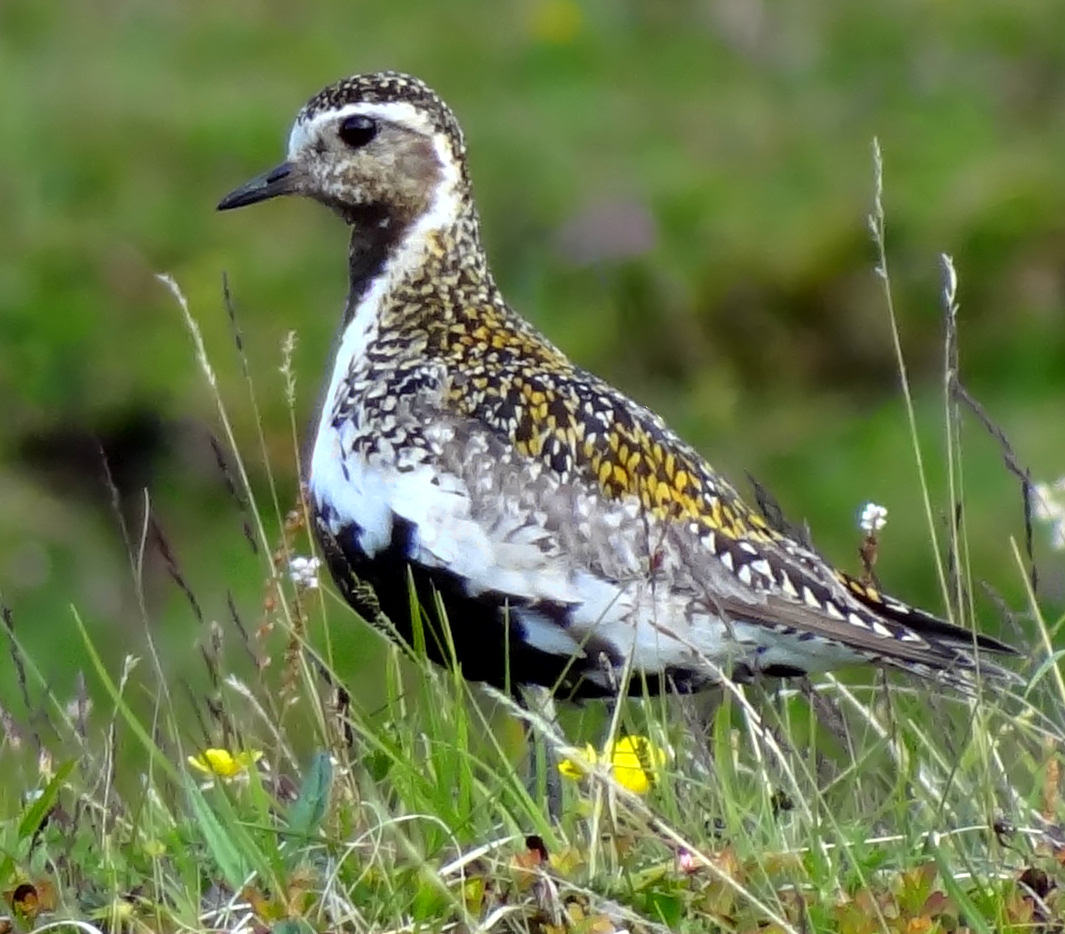
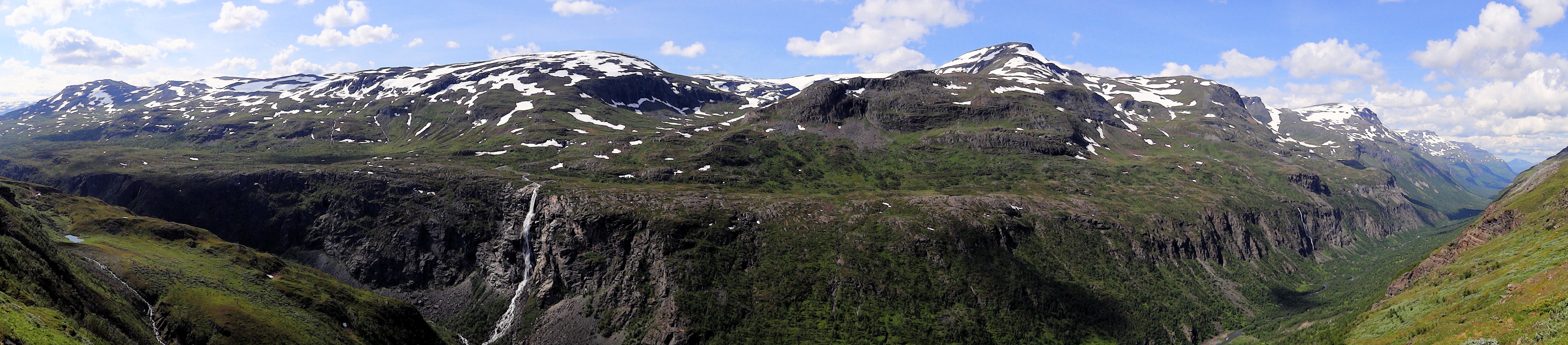